# Barbara Köhler (Schauspielerin)
Barbara Köhler (* 1968 in Hamburg) ist eine deutsche Schauspielerin, Sängerin, Musicaldarstellerin und Theaterautorin.

## Ausbildung
Barbara Köhler absolvierte von 1991 bis 1993 eine Ausbildung zur Musicaldarstellerin an der Stage School of Music, Dance and Drama in Hamburg. Während ihrer Ausbildung wirkte sie im Ensemble der Rocky Horror Show im Theater am Holstenwall mit. Im Sommer 1993 beendete sie ihre Ausbildung zur staatlich anerkannten Musicaldarstellerin.

## Leben
Es folgten Engagements in diversen Musicals wie Grease im Mojo Club in Hamburg, Non(n)sense 2 im Grenzlandtheater Aachen, Flora die rote Gefahr im Schmidt Theater Hamburg und The Who’s Tommy im Musicaltheater Offenbach. 1997 übernahm sie die Rolle der Éponine bei Les Misérables in Duisburg und 1999 wirkte sie in der Tecklenburger Inszenierung von Anatevka mit. Von 2000 bis 2003 stand sie als Sarah in der deutschen Erstaufführung von Roman Polanskis Tanz der Vampire in Stuttgart auf der Bühne.
Sie erhielt Engagements u. a. im Contra Kreis Theater Bonn (What a Feeling (2004), Heiße Zeiten (2013), Una Notte Speciale (2014), Höchste Zeit (2015), fott es fott (2018), Souvenir als Florence Foster Jenkins (2021), Ich will keine Schokolade – Die Trude Herr Revue (2022), Carmen darf nicht platzen (2024)).
2004 stand sie als Annette in Saturday Night Fever auf der Bühne und 2007 spielte sie die Fantine in Helmuth Lohners Inszenierung von Les Miserables bei den Bad Hersfelder Festspielen. Des Weiteren wirkte sie als Schauspielerin und Musicaldarstellerin bei den Burgfestspielen Mayen (Genoveva 2015, Ewig Jung 2016), in Stefan Hubers Inszenierungen von Titanic (2018) und Funny Girl (2019) mit. Im Kleinen Theater Bad Godesberg stand sie in Nächstes Jahr Gleiche Zeit (2019), Vier Sternstunden (2020), Ann und Debbie (2020) und im mit Stephan Ohm verfassten Kindermusical Die Bonner Stadtmusikanten (2022) auf der Bühne.
Darüber hinaus verfasste sie mit dem Bonner Musiker, Autor und Regisseur Stephan Ohm die Kindermusicals Paco der kleine Pirat (2011) und Paco und die Meerjungfrau (2018). Sie war als Songwriterin für EMI Production Music in der Abteilung Schlager Selected Sound tätig (2017).
Im Fernsehen spielte Köhler Episodenrollen in Nicola, Dahoam is Dahoam und Mona und Marie – Ein etwas anderer Geburtstag. Sie wirkte in Oskar Roehlers Enfant Terrible, der Verfilmung über das Leben von Rainer Werner Fassbinder (2022), und in Roehlers Film Bad Director (2024) mit.

## Filmografie
- 2005: Nikola (Fernsehserie, Episode Das Ende – Teil 1)
- 2018: Dahoam is Dahoam (Fernsehserie, Episoden 2142–2148)
- 2020: Enfant Terrible
- 2023: Mona und Marie – Ein etwas anderer Geburtstag (Fernsehfilm)
- 2024: Bad Director